# Adrie Visser
Adriana Visser –conocida como Adrie Visser– (Hoorn, 19 de octubre de 1983) es una deportista neerlandesa que compitió en ciclismo en las modalidades de pista, especialista en las pruebas de puntuación y scratch, y ruta.
Ganó dos medallas de bronce en el Campeonato Mundial de Ciclismo en Pista, en los años 2003 y 2007.

## Medallero internacional
| Campeonato Mundial | Campeonato Mundial          | Campeonato Mundial | Campeonato Mundial |
| Año                | Lugar                       | Medalla            | Competición        |
| ------------------ | --------------------------- | ------------------ | ------------------ |
| 2003               | Stuttgart ( Alemania)       | Medalla de bronce  | Scratch            |
| 2007               | Palma de Mallorca ( España) | Medalla de bronce  | Puntuación         |

## Palmarés

### Pista
2004
- Campeonato de los Países Bajos Puntuación
- Campeonato de los Países Bajos Persecución
- Campeonato de los Países Bajos Scratch
- Sydney Scratch

2005
- Campeonato de los Países Bajos Scratch
- Campeonato de los Países Bajos Persecución
- Campeonato de los Países Bajos Puntuación

2006
- Campeonato de los Países Bajos Scratch
- Campeonato de los Países Bajos Puntuación

2007
- 3.ª en el Campeonato Mundial Scratch
- 2.ª en el Campeonato de los Países Bajos Scratch

2008
- Cuatro Días de Vierdaagse van Rotterdam (haciendo pareja con Marianne Vos)

### Carretera
2007
- Ronde van Drenthe

2008
- 1 etapa de la Albstadt-Frauen-Etappenrennen

2010
- 1 etapa del Tour de Turingia femenino

2011
- Energiewacht Tour, más 1 etapa
- Sparkassen Giro

2012
- Le Samyn des Dames
- Erondegemse Pijl

## Resultados en Grandes Vueltas y Campeonatos del Mundo
Durante su carrera deportiva ha conseguido los siguientes puestos en las Grandes Vueltas femeninas y en los Campeonatos del Mundo en carretera:
| Carrera         | 2004 | 2005 | 2006 | 2007 | 2008 | 2009 | 2010 | 2011 | 2012 | 2013 |
| --------------- | ---- | ---- | ---- | ---- | ---- | ---- | ---- | ---- | ---- | ---- |
| Giro de Italia  | -    | -    | -    | 52.ª | -    | -    | -    | -    | 41.ª | 43.ª |
| Tour de l'Aude  | -    | -    | 17.ª | -    | 47.ª | -    | 61.ª | X    | X    | X    |
| Grande Boucle   | -    | -    | -    | -    | -    | -    | X    | X    | X    | X    |
| Mundial en Ruta | -    | -    | -    | -    | -    | -    | Ab.  | -    | 69.ª | -    |

-: no participa

Ab.: abandono

X: ediciones no celebradas

## Equipos
- Team Farm Frites-Hartol (2004)
- AA Drink (2005-2006)
  - Van Bemmelen-AA Drink (2005)
  - AA Drink Cycling Team (2006)
- DSB Bank (2007-2009)
  - Team DSB Bank (2007-2008)
  - DSB Bank-Nederland Bloeit (2009)
- Team HTC (2010-2011)
  - Team HTC-Columbia Women (2010)
  - Team HTC-Highroad Women (2011)
- Skil-Argos (2012)
- Dolmans-Boels Cycling Team (2013)